# Lac de Rinella Soprano
Le lac de Rinella Soprano (lavu di Rinella supranu) est un petit lac situé en Haute-Corse à 2 135 m d'altitude, sous la crête de Rinella, dans le massif du Monte Ritondu.